# فيروسات متعقبة
فيروسات متعقبة (بالإنجليزية: Sequiviridae)‏ هي عائلة من الفيروسات، تضم الأجناس التالية:
- جنس فيروس متعقب: يضم نوع فيروس البقع الصفراء في الجزر الأبيض.
- جنس فيروس وايكا: يضم نوع فيروس تونغرو الكروي في الأرز (Rice tungro spherical virus)

## وصلات خارجية
- نطاق فيروسي الفيروسات المتعقبة